# 陳正祺
陳正祺，中華民國文官，喬治華盛頓大學比較法學學系碩士及經濟行政法學碩士。2020年8月出任經濟部政務次長 ，2024年12月31日退休。2022年7月19日出任中央流行疫情指揮中心副指揮官。